# 蓋厄斯·佩特羅尼烏斯·阿爾比特
蓋厄斯·佩特羅尼烏斯·阿爾比特（Gaius Petronius Arbiter，27年—66年）是一位羅馬帝國朝臣、抒情詩人與小說家，生活於羅馬皇帝尼禄統治時期。諷刺小說《愛情神話》（其意為「好色男人」）被認為是他的作品。